# 新野县汉画像砖博物馆
新野县汉画像砖博物馆位于河南省南阳市新野县文化广场的中部，始建于1988年10月,是中国第一座以陈列汉画像砖为主的博物馆，目前馆内收藏文物达5200余件，其中国家一级文物有38件、国家二级文物有79件、国家三级文物有536件。新馆于2010年5月建成，建筑面积达1257平方米。馆内共分“历代珍品”、“汉砖春秋”、“名人天地”3个展厅。